# 兴和县
興和縣（汉语拼音字母：Xinhe Xian）是中華人民共和國內蒙古自治區烏蘭察布市轄下的一個縣。前身是清末所设兴和厅，民国初年改县。面積3521平方公里，縣人民政府駐城關鎮。

## 气候
烏蘭察布市轄下的興和縣，為中溫帶半乾旱季風型氣候，全年平均氣溫只有4度左右。

## 行政区划
兴和县下辖5个镇、4个乡：
城关镇、张皋镇、赛乌素镇、鄂尔栋镇、店子镇、大库联乡、民族团结乡、大同夭乡和五股泉乡。

## 人口
根據第七次人口普查數據，截至2020年11月1日零時，興和縣常住人口為167881人。
2004年，全县总人口約有29萬人。兴和县境内的汉语方言主要属于晋语张呼片。

## 产业
因為雨量稀少且不平均，農牧業發展接受阻礙。不過近年正發展小型精耕苗圃農業，也開發石墨礦場。

## 交通
- 110国道过境。
- 呼张客运专线：兴和北站